# 李林 (1915年)

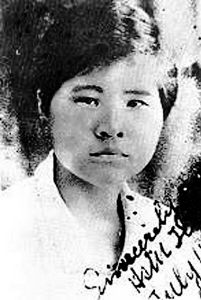
就读于私立北平民国学院的李林

李林（1915年11月—1940年4月），曾用名李翠英、李秀若，女，福建龙溪人，中国革命烈士，100位为新中国成立作出突出贡献的英雄模范人物。国家公布的首批300名抗日英烈之一。